# União das Freguesias de Arez e Amieira do Tejo
União das Freguesias de Arez e Amieira do Tejo (portugiesisch für: Vereinigung der Gemeinden Arez und Amieira do Tejo), kurz Arez e Amieira do Tejo, ist eine portugiesische Gemeinde (Freguesia) im Kreis Nisa mit 158,23 km² Fläche und 497 Einwohnern (2011). Ihre  Bevölkerungsdichte beträgt 3,1 Einwohner/km².

## Geschichte
Die Gemeinde entstand im Zuge der Gebietsreform vom 29. September 2013 durch die Zusammenlegung der ehemaligen Gemeinden Arez und Amieira do Tejo.

## Demographie
| Freguesia | Freguesia              | Freguesia | Freguesia       | ehemalige Freguesias | ehemalige Freguesias | ehemalige Freguesias | ehemalige Freguesias |
| --------- | ---------------------- | --------- | --------------- | -------------------- | -------------------- | -------------------- | -------------------- |
| Wappen    | Freguesia              | Einwohner | Fläche in (km²) | Wappen               | Freguesia            | Einwohner            | Fläche in (km²)      |
|           | Arez e Amieira do Tejo | 497       | 158,23          |                      | Arez                 | 256                  | 55,72                |
|           | Arez e Amieira do Tejo | 497       | 158,23          | Amieira do Tejo      | 232                  | 102,44               |                      |